# 肉垂犁嘴鸟
，是雀形目犁嘴鸟科的唯一一种鸟类。
肉垂犁嘴鸟体重约20克，翼长约69.4毫米，嘴峰长约15.2毫米，喙宽度约3.9毫米，喙厚度约8.4毫米，跗蹠长约19毫米，尾长约51.8毫米。肉垂犁嘴鸟在其分布区内为留鸟，其栖息在密集的高大树木组成的森林中，食性为肉食性，主要食物来源是陆生无脊椎动物。

## 亚种
- ：分布于新几内亚中部高地。
- ：分布于新几内亚东南部的山区。[4]